# ماناتی (کوبا)
ماناتی (به اسپانیایی: Manatí) یک منطقهٔ مسکونی در کوبا است که در استان لاس توناس واقع شده‌است. ماناتی ۹۵۳ کیلومتر مربع مساحت و ۳۳٬۵۷۳ نفر جمعیت دارد و ۵ متر بالاتر از سطح دریا واقع شده‌است.